# Distichopora violacea
Distichopora violacea är en nässeldjursart som först beskrevs av Peter Simon Pallas 1766.  Distichopora violacea ingår i släktet Distichopora och familjen Stylasteridae. Inga underarter finns listade i Catalogue of Life.